# Renata Kodadová
Renata Kodadová (též psána Renata Kodadová–Iglová, 25. února 1942 Čáslav – 9. března 2025) byla česká harfenistka a hudební pedagožka. V letech 1970–2004 byla stálou členkou České filharmonie, jako první žena v souboru od jeho založení roku 1896.

## Životopis
Narodila se v Čáslavi. Vystudovala obor harfa na Hudební fakultě Akademie múzických umění v Praze u Karla Patrase, kde získala titul magistry (Mgr). 
Od roku 1970 až 2004 byla angažována jako stálá členka České filharmonie, jako vůbec první žena v historii orchestru. Nastoupila během působení šéfdirigenta Václava Neumanna a Karel Patras jí přenechal pozici první harfy. Provdala se za kolegu ve filharmonii, violistu Stanislava Kodada a přijala jeho příjmení. Jako druhá žena byla do tělesa v roce 1985 přijata houslistka Barbara Pazourová.
Od roku 1988 působila rovněž na HAMU jako hudební pedagožka. Roku 2012 obdržela ocenění Senior Prix od nadace Život umělce.
Zemřela 9. března 2025 ve věku 83 let.